# Hermann Staudinger
Hermann Staudinger (Worms, 1881. március 23. – Freiburg im Breisgau, 1965. szeptember 8.) Nobel-díjas német kémikus, aki először bizonyította a makromolekulák (más néven polimerek) létezését. 1920-tól foglalkozott a makromolekuláris vegyületek tanulmányozásával. Ő fedezte fel továbbá a keténeket és a Staudinger-reakciót.

## Életpályája
1926-tól a freiburgi egyetem kémiai tanszékének vezetője volt, 1940-től pedig a Makromolekula-kutató Intézet igazgatói tisztét töltötte be. 1951-ben vonult nyugalomba.

## Díjai, elismerései
Munkásságáért 1953-ban kémiai Nobel-díjat kapott.

## Fordítás
Ez a szócikk részben vagy egészben  a   Hermann Staudinger című angol Wikipédia-szócikk ezen változatának fordításán alapul.  Az eredeti cikk szerkesztőit annak laptörténete sorolja fel. Ez a jelzés csupán a megfogalmazás eredetét és a szerzői jogokat jelzi, nem szolgál a cikkben szereplő információk forrásmegjelöléseként.